# Цветкова, Дарья Игоревна
Дарья Игоревна Цветкова (род. 29 августа 1995, Барнаул) — российская пловчиха, экс-рекордсменка мира, многократная экс-рекордсменка России. Мастер спорта России международного класса. Специализируется в плавании баттерфляем на дистанциях 50 м и 100 м в индивидуальном и эстафетном плавании.
Тренируется в СДЮШОР «Обь» (Барнаул) под руководством Артёма Наздрачёва.
С 2010 года — член сборной команды России.

## Спортивная карьера
В 2012 году завоевала золото чемпионата России на дистанции 50 м баттерфляем, а также стала чемпионкой России на короткой воде.
В 2013 году на Кубке мира по плаванию в Москве команда России смешанной комбинированной эстафеты 4×50 м, в которой Цветкова плыла этап баттерфляем, установила мировой рекорд.
На чемпионатах России и чемпионатах России на короткой воде неоднократно становилась призёром в индивидуальных и эстафетных заплывах.
В 2015 году на чемпионате Европы в Израиле сборная России, в составе которой была Цветкова, выиграла квалификацию смешанной комбинированной эстафеты 4×50 м, опередив команды Италии и Нидерландов. В финале российская команда стала серебряным призёром, уступив 3 сотых секунды команде Италии.
В личном финальном заплыве на 50 м баттерфляем обновила рекорд России и заняла седьмое место.